# WRC 6
WRC 6 est un jeu vidéo de course développé par Kylotonn Games et édité par Bigben Interactive, reprenant le championnat du monde des rallyes 2016.

## Système de jeu

### Liste des voitures
| Junior WRC | Citroën DS 3 R3-Max |
| WRC 2      | Citroën DS 3 R5 Ford Fiesta R5 Peugeot 208 T16 Škoda Fabia R5                                                               |
| WRC        | Citroën DS 3 WRC Ford Fiesta RS WRC Hyundai i20 WRC MINI John Cooper Works WRC Toyota Yaris WRC (DLC) Volkswagen Polo R WRC |

### Liste des rallyes
- Rallye Monte-Carlo
- Rally Sweden
- Rally Guanajuato México
- YPF Rally Argentina
- Vodafone Rally de Portugal
- Rally Italia Sardegna
- PZM Rally Poland
- Neste Rally Finland
- ADAC Rallye Deutschland
- Rally China
- Tour de Corse
- RallyRACC CATALUNYA-COSTA DAURADA
- Dayinsure Wales Rally GB
- Kennards Hire Rally Australia

## Périphériques compatibles

### PC et Xbox
| Fanatec      | Fanatec ClubSport Pedals V3 Fanatec ClubSport Steering Wheel Porsche 918 RSR Fanatec ClubSport Wheel Base V2 Fanatec CSL Steering Wheel P1 Fanatec CSR Wheel |
| Logitech     | Logitech G920 Driving Force |
| Thrustmaster | Thrustmaster TH8A Add-on Shifter Thrustmaster TMX Force Feedback Thrustmaster TX Racing Wheel Thrustmaster T3PA Add-on Thrustmaster T3PA-PRO Add-on          |

### PlayStation
| Logitech     | Logitech G29 Driving Force |
| Thrustmaster | Thrustmaster TH8A Add-on Shifter Thrustmaster T100 Thrustmaster T150 Thrustmaster T300 Thrustmaster T500 Thrustmaster T3PA Add-on Thrustmaster T3PA-PRO Add-on |

## Accueil
- Gameblog : 6/10[1]
- Jeuxvideo.com : 10/20[2]